# VE (empresa)
A VE - Fabricação de Veículos de Tracção Eléctrica, Lda.  é um fabricante português de automóveis elétricos, da cidade de Entroncamento. O primeiro protóptipo da empresa data do ano de 2005.
O modelo da empresa Veeco RT é o primeiro carro desportivo elétrico de fabrico totalmente português.

## Veeco RT
O modelo Veeco RT resultou de um trabalho conjunto da VE e do Instituto Superior de Engenharia de Lisboa (ISEL), cofinanciado pelo QREN - Quadro de Referência Estratégico Nacional.
O pack de baterias de última geração utilizado no modelo (com tecnologia de iões de lítio) possui um sistema de controlo que informa o condutor sobre o estado de carga e autonomia desta, através do sistema de interface do veículo. No entanto, este estará apenas no mercado em 2013, sendo que o preço ainda não foi revelado.